# Atlanta Knights
Atlanta Knights var ett amerikanskt professionellt ishockeylag som spelade i International Hockey League (IHL) mellan 1992 och 1996. Det året flyttades ishockeylaget till Québec, Québec i Kanada för att vara Rafales de Québec. Knights spelade sina hemmamatcher i inomhusarenan Omni Coliseum i Atlanta i Georgia. Laget var farmarlag till Tampa Bay Lightning i NHL. De vann Turner Cup, som var trofén till det lag som vann IHL:s slutspel, för säsongen 1993–1994.
Spelare som spelade för Knights var bland andra Patrik Allvin, Shawn Chambers, Danton Cole, Gerard Gallant, Mike Greenlay, Mark Greig, Brent Gretzky, Daniel Laperrière, Derek Mayer, Glen Metropolit, Manon Rhéaume, Rich Sutter, Jeff Toms och Harry York.